# وادي الخر
وادي الخِر هو أحد أودية شبه الجزيرة العربية، ينبع مِن اللبة بمنطقة الحدود الشمالية بالمملكة العربية السعودية وينتهي في صحراء محافظة النجف في جمهورية العراق، وكان وادي الخر الحدَّ الجغرافيَّ الفاصل بين المحافظتين العراقيتين المُلغاتين محافظة البادية الجنوبية ومحافظة البادية الشمالية، يبلغ طول الوادي 210 كم ومتوسط انحداره 1,2 م / كم. ينبع من منطقة اللبة، ويصب في بحر النجف، من أهم روافده شعيب الرمثي.